# Sobór Zaśnięcia Matki Bożej w Helsinkach
Sobór Uspieński (fiń. Uspenskin katedraali, szw. Uspenskijkatedralen, ros. Успенский собор) – prawosławny sobór katedralny w Helsinkach, główna świątynia Fińskiego Kościoła Prawosławnego.
Świątynia została wybudowana w 1868 według projektu rosyjskiego architekta Aleksieja Gornostajewa. Zlokalizowana w historycznej dzielnicy Helsinek – Katajanokka. Posiada złote kopuły i czerwoną fasadę, reprezentuje przykład rosyjskich wpływów w Finlandii. Jest to największa świątynia prawosławna w Północnej i Zachodniej Europie.

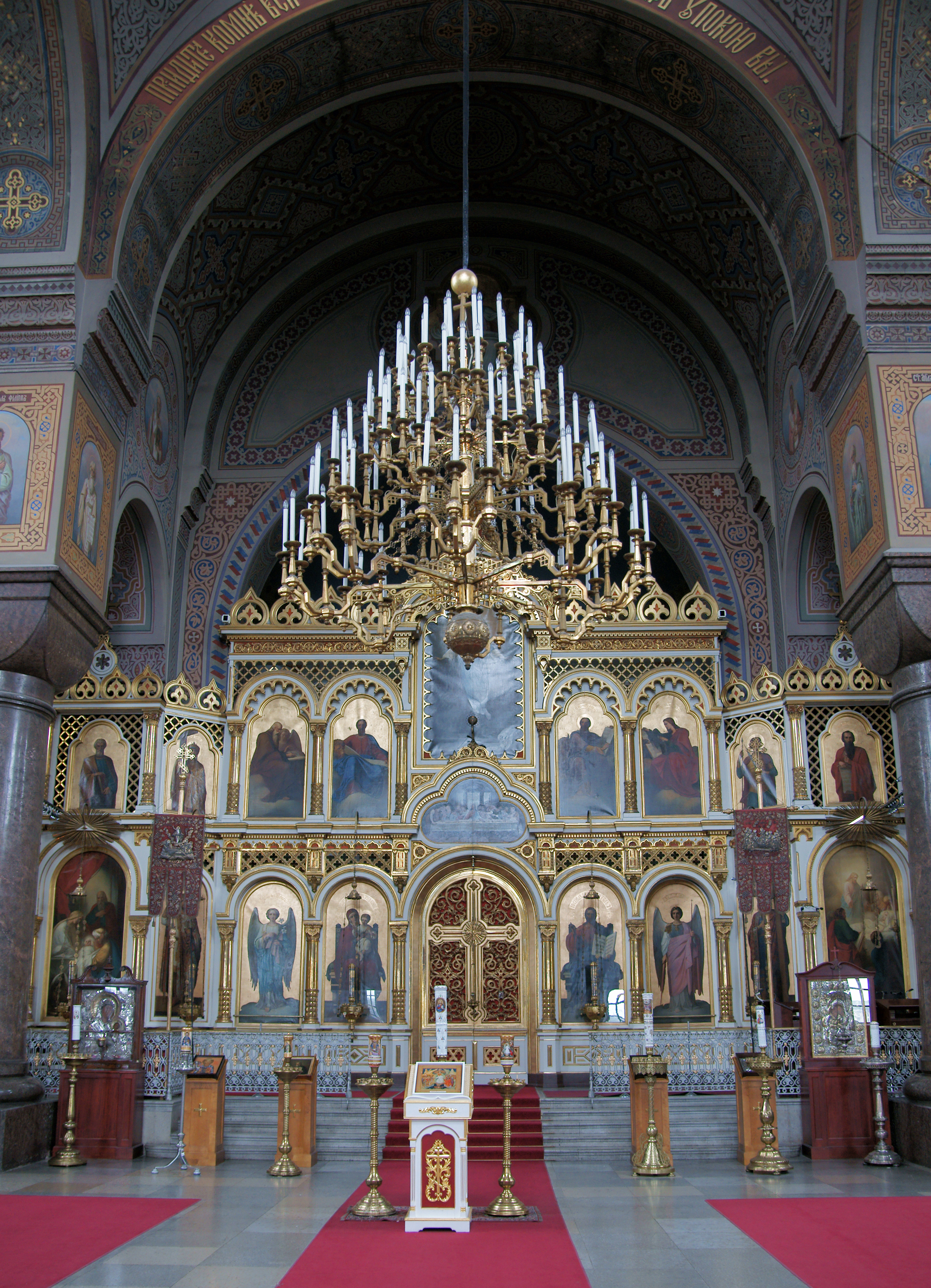
Ikonostas w soborze